# 原弘三
原 弘三（はら こうぞう、1841年1月21日（天保11年12月29日）- 1915年（大正4年）7月30日）は、幕末の僧、明治期の公吏・政治家・銀行家。衆議院議員。幼名・僧云（そううん）。

## 経歴
越中国新川郡塚原村（石川県上新川郡塚原村、富山県上新川郡新保村、富南村を経て現富山市塚原）で、浄土真宗本願寺派教順寺・9世玄正（げんしょう）の長男として生まれた。京都の真宗学林（現龍谷大学）、高岡の野上文山の待賢堂、豊後国日田の咸宜園で学んだ。1868年（明治元年）還俗して原弘三を名乗り、東京湯島の亀谷省軒塾に入る。富山藩改革派林太仲と知り合う。
1870年（明治3年9月）太仲が富山藩大参事に就任すると、原も権小属となり、同年12月19日（同3年閏10月27日）に発せられた「合寺令」に基づき藩内400余カ寺を一宗一寺に合併を強行した（富山藩合寺事件）。寺院、民衆の強い反発を受けてこの政策は頓挫し、1871年（明治4年）に免官となる。
1873年（明治6年）から盛岡警察署長（現盛岡東警察署）、茨城県学務課長、同県豊田郡長、同結城郡長、同岡田郡長、秋田女子師範学校長、秋田県南秋田郡長兼河辺郡長、同仙北郡長などを歴任。1889年（明治22年）7月、富山県婦負郡長となる。
1892年（明治25年）2月、第2回衆議院議員総選挙（富山県第1区、中央交渉会）で当選し、1894年（明治27年）3月の第3回総選挙（富山県第1区、無所属）でも再選され、衆議院議員に連続2期在任した。
1894年7月、富山県射水郡長に就任。その後、新保村会議員、内野銀行頭取、越中商行銀行頭取などを務めた。晩年は合寺事件で解体した生家・教順寺本堂の再建に尽力した。